# Miroslav Ošťádal
Miroslav Ošťádal (* 14. února 1930) je bývalý český fotbalista, obránce.

## Fotbalová kariéra
V československé lize hrál za Tankistu Praha a Duklu Pardubice. Nastoupil v 95 ligových utkáních. Gól v lize nedal.

## Ligová bilance
| Ročník                                   | Zápasy | Góly | Klub            |
| ---------------------------------------- | ------ | ---- | --------------- |
| Přebor československé republiky 1953     | -      | 0    | Tankista Praha  |
| Přebor československé republiky 1954     | -      | 0    | Tankista Praha  |
| Přebor československé republiky 1955     | -      | 0    | Tankista Praha  |
| 1. československá fotbalová liga 1957/58 | 14     | 0    | Dukla Pardubice |
| 1. československá fotbalová liga 1958/59 | 26     | 0    | Dukla Pardubice |
| 1. československá fotbalová liga 1959/60 | 10     | 0    | Dukla Pardubice |
| CELKEM                                   | 95     | 0    |                 |